# هل نحن أهل للديمقراطية؟ (كتاب)
هل نحن أهل للديمقراطية؟ هو عنوان كتاب للمؤلف محمد المنصف المرزوقي حول الإشكالية الديمقراطية في العالم العربي، كقضية هامّة وحسّاسة، يقدم طرحا عن كيفيّة الخروج من الحالة الاستبداديّة المنتشرة في العالم العربي إلى آفاق من الحرّية والمساواة وسيادة القانون والإبداع والانفتاح الإنساني الشامل.

## هل نحن أهل للديمقراطية؟
حاول الدكتور منصف المرزوقي من خلاله الرد على أطروحة مغرضة المصدر، مفادها أن المجتمعات العربية غير مؤهلة للديمقراطية بحكم عامل التنمية والتخلف الاقتصادي والعلمي السائد.
والخطير في الأمر هو أن هذه الأطروحة المغرضة والمتأصلة في الخطاب التسلطي العربي، أصبحت لها أذانا وصدى عند أشباه المثقفين والدبلوماسيين أللاإنسيين في الغرب، الذين يعتبرون بأن الديمقراطية في المجتمعات العربية تعني انتصار الأصولية والتطرف.
ويرى المرزوقي أن هذا ليس بغريب في صراع المصالح الدولية، ومعركة الدفاع عن التصور الغربي لعالم بداية القرن 21. لكن من الغباء ومن المستهجن أن يكون لهذا الطرح أنصار في صفوف الضحايا من المواطنين، الذين يحرمون من العدالة الاجتماعية بعلل وذرائع شتى منها ما هو قومي أو عقائدي أو أمني أوتحت قناع المصلحة العليا للوطن.
إن الديمقراطية مشروع سياسي وآلية تعمل على تحقيق المساواة والعدالة والعدالة الاجتماعية والحرية والكرامة والسلم تحت قواعدها، التي يريدها الكاتب سائدة في المجتمع متحكمة في نواصيه، وليس مدرسة أخلاقية تريد نشر قيمها بالدعوة على شاكلة بعض الأديان أو المدارس الفلسفية الغير مجدية في عصر يحكم من خلال المحصول والناتج المادي.

### الخلاصة
. إن الكاتب يريد أن يجيب على تساؤل قديم جديد يكرر نفسه في رقعة العالم العربي في بدايات القرن 21 من الجنوب المتوسطي، هذه الرقعة التي ظلت مستعصية على عجلات الآلية الديموقراطية، وكأن لسان حاله يريد أن يقول، كما جاء حرفيا في قولة فكتور هوغو صاحب تحفة البؤساء «حرروا الحرية وهي تتكفل بالباقي».

## انتقادات
إن الطرح الذي جاء بصيغة هل نحن أهل للديمقراطية؟ وكأن فيه شيئا من الإستصغار الصريح والتمييز بين الشعوب، من منطلق المركزية الغربية لا كقضية إنسانية علمية موضوعية بحثة.
و إن مجرد الأخذ في هذا الطرح بهذه الصيغة التي جاءت على شكل تساؤل التساءل، قد يفتح نافذة لتًلقي نسيما من الشرعية المفقودة على الإستبداد العربي ضد شعوبه، هذا الإستبداد الذي بات محاصرا مع تسارع زمن العولمة، فالمروجون لمثل هذا الكلام الذي يستخف بالعقل العربي، وكأنه يستحمرها بمنتهى الوقاحة، في إطار منظومة الدعاية تحت حكم الإستبداد العربي، منظومة تساعده في استمرار هذا المنوال الإستبدادي في الحكم. استبداد يقول الكاتب أنه يعتمد بشكل كلي على دول عظمى، هي أصلا ما كان لشعوبها أن تنهض لولا الموجات الديموقراطية، وطفرات حقوق الإنسان التي عرفتها مجتمعاتها الغربية بعد الثورة العلمية وثورة الربيع الأوروبي. وهو غطاء ينطلق من منطلق عنصري تمييزي، يجعلهم يعتقدون أن شعوب العالم الثالث وخصوصا الجنوب المتوسطية لا تستحق أن تعيش إلا كدرجة ثانية، دوما تحت سياط الإستبداد!!

## مقالات ذات صلة
- الانتقال الديمقراطي في تونس
- المنصف المرزوقي
- قائمة مؤلفات منصف المرزوقي
- ننتصر... أو ننتصر (كتاب)
- عن أية ديمقراطية تتحدّثون؟ (كتاب)